# ژروم ژانه
ژروم ژانه (فرانسوی: Jérôme Jeannet‎؛ زادهٔ ۲۶ ژانویهٔ ۱۹۷۷) شمشیرباز اهل فرانسه است.
وی همچنین برندهٔ جوایزی همچون لژیون دونور (شوالیه) شده‌است.
وی در مسابقات کشوری و بین‌المللی در مجموع برندهٔ ۶ مدال طلا، ۳ مدال برنز شده‌است.